# 2014年冬季奧林匹克運動會愛爾蘭代表團
2014年冬季奧林匹克運動會愛爾蘭代表團是愛爾蘭派出的2014年冬季奧林匹克運動會代表團，共有五名運動員參與四項目賽事。

## 外部連結
- Ireland at the 2014 Winter Olympics（页面存档备份，存于）